# Filippo Di Giovanni
Filippo Di Giovanni (Palermo, 7 marzo 1919 – Kindu, 11 novembre 1961) è stato un aviatore e militare italiano. 
Maresciallo motorista di terza classe dell'Aeronautica Militare Italiana, venne ucciso a Kindu, nelle Repubblica Democratica del Congo, durante la strage avvenuta nella notte tra l'11 e il 12 novembre 1961. Nel 1994 venne insignito di Medaglia d'oro al valor militare alla memoria.

## Biografia
Nacque a Palermo il 7 marzo 1919, e dopo essersi arruolato nella Regia Aeronautica prese parte alla seconda guerra mondiale. Assegnato in seguito alla 228ª Squadriglia dell’89º Gruppo Autonomo Aerosiluranti  operante dall’aeroporto di Milis (provincia di Oristano), divenne 1º Aviere motorista sul velivolo Savoia-Marchetti S.79 Sparviero pilotato dal sottotenente Dalmazio Corradini.  Il suo velivolo fu abbattuto il 27 marzo 1943 durante un attacco contro navi nemiche a Philippeville, Algeria, ed egli venne catturato insieme a tutto il resto dell’equipaggio.
Dopo la fine del conflitto transitò nella neocostituita Aeronautica Militare Italiana, entrando in servizio presso la 46ª Aerobrigata di stanza a Pisa. Trovò tragicamente la morte, insieme ad altri dodici militari italiani, nell'eccidio di Kindu, avvenuto nella notte tra l'11 e il 12 novembre 1961,  mentre effettuava una missione umanitaria a bordo di un bimotore Fairchild C-119 Flying Boxcar operante sotto l'egida dell'ONU. Per questo fatto fu insignito della Medaglia d'oro al valor militare alla memoria. nel 1994.
I corpi degli sfortunati aviatori furono ritrovati nel febbraio del 1962, i sepolti in due fosse comuni. Le salme vennero riesumate il 23 febbraio 1962 ed il 10 marzo trasferite nella base libica di Wheelus. Da qui arrivarono sull'aeroporto di Pisa l'11 marzo, ed il giorno dopo vennero celebrati i solenni funerali, alla presenza del Presidente della Repubblica Antonio Segni.
In seguito le salme vennero tumulate nel Sacrario dei caduti di Kindu, appositamente costruito nell'aeroporto militare di Pisa grazie ad una pubblica sottoscrizione. La città di Palermo gli ha intitolato una via. Un monumento ai caduti di Kindu è stato inaugurato presso l'ingresso dell'aeroporto internazionale "Leonardo da Vinci", a Fiumicino, nel 2007.

### Annotazioni
1. ↑  Gli aerei impegnati in questa missione erano due, uno pilotato dal maggiore Amedeo Parmeggiani e uno dal capitano Giorgio Gonelli.

### Fonti
1. 1 2 3  Viola 2001, p. 44.
2. 1 2  Viola 2001, p. 43.
3. ↑  Viola 2001, p. 46.
4. 1 2 3  Alegy 2011, p. 15.

### Periodici
- Gregory Alegy, Chi bombardò il Vaticano, in Aeronautica, n. 1, Roma, Associazione Arma Aeronautica, gennaio 2011,  pp. 14-15.
- Giorgio Viola, Destini incrociati, in Storia Militare, n. 88, Parma, Ermanno Albertelli Editore, gennaio 2001,  pp. 43-46.